# Зелена партия (Турция)
Зелената партия (на турски: Yeşiller Partisi) е зелена политическа партия в Турция. Зелените имат местни структури и инициативи в Истанбул, Анкара, Измир, Бурса, Текирдаг, и Анталия.

## История
Партия със същото име съществува в периода от 1988 до 1994 година. Настоящата партия е създадена на 30 юни 2008 година, като е планувана от 2002 година. При създаването си, заедно с нея в Турция има 57 политически партии.